# Drypetes dasycarpa
Drypetes dasycarpa là một loài thực vật có hoa trong họ Putranjivaceae. Loài này được (Airy Shaw) Phuph. & Chayam. mô tả khoa học đầu tiên năm 2000.